# Valentiniano II
Valentiniano II (Tréveris, 371 — Vienne, 15 de maio de 392), filho do imperador romano Valentiniano I, o sucedeu no poder de 375 a 392 e dividiu o governo da Ilíria com o irmão Graciano. Valentiniano II teve por mãe Justina, que governou em seu lugar. Seu tutor, Arbogasto, mandou estrangulá-lo.

## Biografia
Valentiniano nasceu em 371, filho do imperador Valentiniano I e sua esposa Justina; era o segundo filho de Valentiniano, que tinha Graciano de um casamento anterior, e um dos quatro filhos do casal, juntamente com as irmãs Gala, Grata e Justa.
Em 375 Valentiniano, que havia nomeado Graciano co-imperador, alguns anos antes trouxe consigo a sua esposa e jovem filho pequeno numa campanha ao extremo norte da parte ocidental do Império. A 17 de novembro daquele ano, no entanto, o imperador morreu, deixando Graciano, que estava em Augusta dos Tréveros, no comando. Com o imperador longe, jovem (ele tinha cerca de 16 anos) e inexperiente, o exército romano hesitou, considerando a possibilidade de proclamar imperador o seu próprio general, Sebastiano; outros altos funcionários imperiais - incluindo Merobaldo, Maximino, Romano e Petrónio Probo - então decidiram colocar no trono Valentiniano, que de um lado era membro da dinastia Valentiniana, e o outro era uma criança de quatro anos, facilmente manipulável.
Valentiniano dividiu o império com o irmão: ao primeiro passou o governo da Itália, África e Ilíria, enquanto a Graziano foi dado o comando sobre a parte remanescente do Império do Ocidente, Gália, Espanha e Britânia. Tendo Valentiniano à época apenas quatro anos de idade, a regência foi assumida por sua mãe Justina e, de seguida, de fato, pelo poderoso general Merobaldo.
Justina e Graciano moveram a corte imperial para Mediolano, onde imediatamente se abriu o confronto com os cristãos da cidade liderada pelo bispo Ambrósio, sendo Justina ariana. Em 378, os Godos derrotaram e assassinaram o imperador Valente em Adrianópolis, tio de Graciano e Valentiniano II; Graciano, de seguida, associou ao trono como Augusto Teodósio I, atribuindo-lhe o governo da parte oriental do império. Em 383, Graciano foi assassinado enquanto se preparava para lutar contra Magno Maximo, proclamado imperador pelas legiões da Britânia. Em 387, Magno Máximo, cruzou os Alpes chegando a ameaçar Milão. O imperador e sua mãe procuraram refúgio no oriente na corte de Teodósio I, que se casou com Gala, irmã de Valentiniano. No ano seguinte, Magno Máximo foi derrotado por Teodósio, quando estava prestes a conquistar a Itália.
Após a queda do usurpador, Teodósio restaurou o trono do ocidente a Valentiniano, que entretanto, sob influência do augusto do oriente, havia deixado o arianismo e tinha aderido ao credo niceno. Valentiniano II encontrou-se agora imperador de todo o Ocidente, pelo menos nominalmente, enquanto, na verdade, estava sob a tutela do mestre da cavalaria Arbogasto, sendo que entretanto a mãe morreu. A relação entre o imperador e o seu tutoro estavam tensas. A 15 de maio de 392, Valentiniano II morreu em Vienne, na Gália, em circunstâncias misteriosa: o seu corpo foi encontrado pendurado numa árvore. Arbogasto enviou o corpo de Valentiniano a Milão e Teodósio escreveu a Ambrósio, bispo de Milão, para organizar o funeral; Ambrósio compõe para a ocasião a oração De Obitu Valentiniani consolatio.
Teodósio era o senhor de todo o império. Arbogasto, que foi considerado por muitos envolvido na morte de Valentiniano, fez-se nomear augusto pelas legiões da Gália do usurpador Flávio Eugénio, com o apoio do Senado de Roma, que viu nele a oportunidade de opor-se ao crescente poder da Igreja Católica. Flávio Eugénio, no entanto, foi derrotado por Teodósio na batalha do Frígido em 394, e o império teve novamente um único mestre.